# Metaetika
Metaetika je disciplina filozofije, ki se ukvarja z naravo moralnosti. Je ena od treh glavnih vej moralne filozofije poleg normativne in uporabne etike. Medtem ko se normativna etika ukvarja z moralnimi teorijami (deontologija, utilitarizem, ...) in moralnimi principi (maksimizacija zadovoljstva čim večjega števila, biti kreposten čovek, ...) in se uporabna etika ukvarja s konkretnimi ter spornimi moralnimi vprašanji (npr. pod kakšnimi pogoji je splav moralno dopusten?), si metaetika postavlja vprašanja o moralnosti sami.
Osrednja vprašanja metaetike padejo v tri sklope:
1. Moralna ontologija: Kakšna je narava moralnih sodb? Ali obstajajo moralne lastnosti? Če obstajajo ali so povezane z naravnimi lastnosti in kako? Ali obstajajo moralna dejstva?
2. Moralna semantika: Kaj je semantična vloga moralnih sodb ali moralnega govora? Ali je opisna, zavezovalna (predpisovalna, priporočilna) ali ekspresivna (izraža našo čustveno naravnanost)? Kaj izražajo moralne sodbe: prepričanja ali druga nekognitivna duševna stanja? Ali lahko moralnim sodbam pripišemo resničnostno vrednost? Kakšen je pomen pojmov »dobro«, »slabo«, »moralno pravilno« itd? Kako se razlikujejo od nemoralnih pojmov?
3. Moralna epistemologija: Ali lahko in na kakšen način lahko upravičimo svoje moralne sodbe? Ali je mogoče pridobiti moralno vednost in kako? Če obstajajo moralna dejstva kako pridemo do jih? Kakšna je logika moralnega mišljenja in vrednotenja?[2]

## Moralna semantika
Glavna debata v moralni semantiki ali pomenski interpretaciji moralnih sodb je med moralnim kognitivizmom in moralnim nekognitivizmom. Pri moralnih sodbah si metaetika ne postavlja vprašanja če je moralna sodba resnična ali neresnična ampak če moralnim sodbam sploh lahko pripišemo resničnostno vrednost.

### Kognitivizem
Moralni kognitivizem trdi da moralne sodbe izražajo prepričanja (kognitivna stanja). Moralne sodbe kot prepričanja so kot ostala prepričanja lahko resnična ali neresnična, imajo opisno semantično vlogo in ciljajo na moralno stvarnost, ki jo v sodbi zajamemo.

### Nekognitivizem
Stališče nekognitivizma je da moralne sodbe niso in ne izražajo prepričanj, ampak ne-prepričanjska, ne-spoznavna oziroma nekognitivna stanja kot so recimo naša čustva, želje, naravnanosti, zapovedi, odobravanje, neodobravanje, naše sprejemanje splošne moralne norme ali pa neko kombinacijo iz  naštetega. Moralne sodbe torej ne morejo biti (v najbolj neposrednem smislu) resnične ali neresnične, ker pri tem ne gre za opisna prepričanja. Zaradi tega nekognitivisti razumejo moralne sodbe kot pseudo-sodbe – na prvi pogled se morda zdi da takšne sodbe izražajo prepričanja, ker so podobne našim ostalim prepričanjem in nastopajo kot takšne v našem moralnem mišljenju ampak je njihova površinska opisna gramatična oz. deklarativna oblika zavajajoča. V podobnem smislu nekognitivizem razume moralne izraze kot pseudo-izraze ki ne dodajo k vsebini stavka ampak kažejo našo naravnanost do te vsebine. V povezavi z naravo te naravnanosti razlikujemo različne oblike nekognitivizma: emotivizem, preskriptivizem, ekspresivizem norm, kvazi-realizem.

## Moralna ontologija
Ontologija je del filozofije, ki se ukvarja z obstojem. Glavno razlikovanje je med moralnim realizmom ali objektivizmom in moralnim antirealizmom – relativizem ali subjektivizem in moralni nihilizem.

### Moralni realizem
Minimalno morata za moralni realizem držati dve zadevi: moralne izjave so dobesedno resnične ali neresnične (lahko se jim določi resničnostno vrednost) in da so vsaj nekatere izmed njih dobesedno resnične. Moralni realizem se nadalje deli na naturalistični moralni realizem, ki pravi da so moralne lastnosti in dejstva neka oblika naravnih lastnosti in dejstev (nekaj kar je predmet proučevanja naravoslovja ali psihologije) in na nenaturalistični moralni realizem, ki vidi moralne lastnosti in dejstva kot neko posebno obliko lastnosti in dejstev, ki se jih ne da zreducirati na naravne.

### Moralni relativizem
Relativizem vztraja na človeški naravi moralnosti. Ljudje smo kreatorji moralnih vrednot in te ne obstajajo »tam nekje zunaj«. Prenašajo se iz človeka na človeka, od kulture do kulture.

### Moralni nihilizem
Podobno kot relativizem, moralni nihilizem nasprotuje objektivizmu. Oba se strinjata da je moralnost človeška kreacija. Za razliko od moralnih relativistov, moralni nihilisti ne verjamejo v obstoj moralnih dolžnosti in vrlin. Glede na njih obstaja ostra ločitev med dejstvi in vrednotami. Dejstva obstajajo, vrednote ne. Trditve o vrednotah ne opisujejo ničesar.

## Moralna epistemologija
Razlikujemo med moralnim anti-skepticizmom in moralnim skepticizmom.